# 시리즈 7
《시리즈 7》(영어: Series 7: The Contenders)은 미국에서 제작된 대니얼 미너핸 감독의 2001년 풍자 블랙 코미디 영화이다. 브룩 스미스 등이 출연하였고, 제이슨 클리엇 등이 제작에 참여하였다.

## 출연
- 브룩 스미스
- 마이클 케이체크
- 메릿 위버
- 리처드 벤처
- 메릴루이즈 버크
- 글렌 피츠제럴드
- 도나 해노버
- 윌 아넷

## 기타 제작진
- 공동 제작: 그레천 맥가윈
- 협력 제작: 패멀라 코플러
- 배역: 수전 숍메이커
- 미술: 기디언 폰티

## 같이 보기
- 모큐멘터리
- 제10의 도망자
- 런닝맨
- 배틀 로얄
- 헝거 게임 (소설 시리즈)
  - 헝거 게임 (영화 시리즈)
- 뉴 단간론파 V3: 모두의 살인 신학기
- 건즈 아킴보